# Dzisiaj tańczę, jutro kocham
Dzisiaj tańczę, jutro kocham – komedia romantyczna, znana nam jako bollywoodzki odpowiednik światowego przeboju jakim jest  „Dirty Dancing”. Film produkcji indyjskiej wyreżyserowany przez Pooja Bhalt w roku 2006. Reżyser przedstawił tę opowieść o idealnej miłości w atmosferze gorących rytmów i efektownego tańca.

## Fabuła (streszczenie)
Dzisiaj tańczę jutro kocham to indyjska opowieść o miłości, tańcu i gorących rytmach. Główna bohaterka Muskaan Suri (Onjolee Nair) spędza długie wakacje na wybrzeżu Goa wraz z rodzicami i siostrą. W odróżnieniu od swojej siostry Muskaan nie cieszy się wyjazdem. Jest pogrążona w smutku przez to, że nie dostała się na studia medyczne. Po jakimś czasie postanawia wykorzystać te wakacje. W efekcie wybiera się na hotelowy basen, gdzie przyłącza się do swojej siostry Samary (Nauheed Cyrusi) i jej przyjaciółek. Główna bohaterka niechcący wytrąca  z rąk kelnera - Ankura tacę z lodami, które lądują na jednej z przyjaciółek Samary. Podczas obiadu przyjaciel rodziny Sonil przedstawia swojego siostrzeńca – Harża (zarządcę hotelu). Następnego ranka Samara i jej przyjaciółki zabierają Muskaan na zakupy. Samara prosi siostrę by przyniosła coś zimnego do picia i tak oto Muskaan przypadkiem spotyka wcześniej poznanego młodego kelnera - Ankura, który wprowadza ją w świat rytmów i tańca. Trafia ona do pewnego klubu, gdzie ogląda niesamowity występ pary doskonałych tancerzy – Alyshy (Kashmira Shah) i Dina.(Dino Morea). Harż zaprasza Samarę na spacer przy świetle księżyca, a ona postanawia wziąć ze sobą siostrę. Podczas spaceru, gdy Harż i Samara konwersują, Muskaan przypadkowo słyszy czyjś płacz. Okazuje się, że jest to płacz załamanej Alyshy. Muskaan dowiaduje się jaki jest jej problem, czyli ciąża z Harżem, który próbuje uwieść jej siostrę. Muskaan grozi Harżowi, że jeżeli nie da spokoju jej siostrze, to powie wszystkim, że Alysha jest z nim w ciąży. Bohaterka chce pomóc Alyshie i pożycza pieniądze od swojego ojca, nie mówiąc mu, że potrzebne są one na zabieg aborcyjny dla Alyshy. Tancerka przyjmuje pieniądze od dobrodusznej Muskaan. Alysha ze względu na swój stan zdrowotny, nie może dalej występować na scenie. Muskaan ma ją zastąpić jako partnerka Dino, który wprowadza ją w świat tańca. Alysha pomaga im się przygotować do występu. Gdy nadchodzi czas występu Muskaan sparaliżowana strachem schodzi ze sceny, nie zaczynając nawet występu. Zawiedziony Dino odwozi ją do hotelu. Mimo tego nadal się spotykają i ćwiczą układy. Podczas jednej z prób nagle do pomieszczenia wpada przestraszony Ankur, który mówi o tym że Alysha ma komplikacje, ponieważ lekarz który robił zabieg był osobą niekompetentną. Muskaan biegnie po ojca który jest lekarzem, a ten ratuje Alyshę. Gdy orientuje się po co były jego córce pieniądze przestaje się do niej odzywać i ignoruje ją. Dash Suri (Gulshan Grover) chce skrócić wakacje i wyjechać wcześniej, lecz Harż namawia go, żeby zostali jeszcze na konkursie talentów. Dash zgadza się, lecz zabrania Muskaan widywać się z Dino, ponieważ sądzi, że to on jest ojcem dziecka Alyshy. Jednak córka go nie słucha i nadal spotyka się z przystojnym tancerzem. Tuż  przed konkursem talentów Samara idzie do mieszkania Harża, gdzie zastaje go z inną kobietą. Harż knuje intrygę, dzięki której Dino mają wyrzucić z pracy, gdyż jest posądzany o kradzież portfela. Muskaaan oświadcza Sonilkowi że Dino nie mógł ukraść portfela, ponieważ w tym czasie był z nią. Pomimo tego instruktor tańca zostaje zwolniony i wyjeżdża. Dash podczas rozmowy z zarządcą hotelu (Harżem) orientuje się, że  niesłusznie posądził Dina o to co zrobiono Alyshie, bo wszystkiemu winien jest Harż. Dino przyjeżdża na konkurs talentów, aby spełnić marzenia Muskaan. I porywa ją na scenę. Ich występ wypada doskonale. Dash jest zachwycony występem córki, oświadcza jej, że jest z niej dumny i przeprasza Dina za to, że go źle osądził.

## Obsada
Onjolee Nair - Muskaan 
Dino Morea – Dino 
GulshanGrover - Daksh Suri 
Anahita Oberoi - Pani Suri 
Kashmira Shah – Alysha 
Nauheed Cyrusi – Samara

## Muzyka
Muzyka to popis Ranjeet Barota
- Neele Neele Aasmaan Tale
- Deheka Deheka
- Raksh Kar Le
- Tu Hai Bhatakta
- Tum Hi To
- Tauba Yeh Kya
- Aashiyan Ban Gaya (1)
- Aashiyan Ban Gaya (2)